# Crna Trava
Crna Trava (serbocroata cirílico: Црна Трава) es un municipio y pueblo de Serbia perteneciente al distrito de Jablanica del sur del país.
En 2011 tiene 1661 habitantes, de los cuales 452 viven en el pueblo y el resto en las 24 pedanías del municipio. La casi totalidad de la población se compone de serbios (1641 habitantes), no existiendo minorías étnicas cuantitativamente destacables.
Se ubica en la parte oriental del distrito junto a la frontera con Bulgaria.

## Pedanías
Junto con el pueblo Crna Trava, pertenecen al municipio las siguientes pedanías:
- Bajinci
- Bankovci (Crna Trava)
- Bistrica (Crna Trava)
- Brod
- Čuka
- Darkovce
- Dobro Polje
- Gornje Gare
- Gradska
- Jabukovik
- Jovanovce
- Kalna (Crna Trava)
- Krivi Del
- Krstićevo
- Mlačište
- Obradovce
- Ostrozub
- Pavličina
- Preslap
- Rajčetine
- Ruplje
- Sastav Reka
- Vus
- Zlatance